# R. Kelly
R. Kelly (rojen Robert Sylvester Kelly), ameriški raper, * 8. januar 1967.
Velja za enega najuspešnejših moških izvajalcev hip hopa in R&B-ja 1990. let; v svoji karieri je prodal približno 75 milijonov izvodov albumov. Njegova najslavnejša skladba je »I Believe I Can Fly«, za katero je prejel tri grammyje, nominiran pa je bil še za »You Are Not Alone«, ki jo je napisal za Michaela Jacskona.
V začetku 2000. let je izbruhnil škandal, ko so preiskovalci in preiskovalni novinarji odkrili, da je svojo slavo uporabljal za napeljevanje mladoletnic k seksu. Na dan so prišli videoposnetki tega početja, zato so mu sodili za ustvarjanje otroške pornografije, a je bil leta 2008 oproščen. Leta 2019 je nato izšla televizijska dokumentarna serija Surviving R. Kelly, ki je preučevala obtožbe o spolnih odnosih z mladoletniki, zaradi česar je izgubil pogodbo z RCA Records. Kmalu po tistem je bil spet aretiran in soočen z novimi obtožbami. Leta 2021 ga je sodišče obsodilo organiziranja spolnega izkoriščanja ljudi, med katerimi je bila tudi pevka Aaliyah. V ločenem procesu je bil leta 2022 obsojen še za tri primere izdelave otroške pornografije in tri primere napeljevanja mladoletne osebe. Zdaj prestaja 31-letno zaporno kazen.

## Diskografija

### Albumi
- 1992: Born into the 90's
- 1993: 12 Play
- 1995: R. Kelly
- 1998: R.
- 2000: TP-2.com
- 2002: The Best of Both Worlds
- 2003: Chocolate Factory
- 2004: Happy People/U Saved Me
- 2004: Unfinished Business
- 2005: TP3.Reloaded
- 2007: Double Up
- 2009: Untitled
- 2010: Love Letter
- 2012: Write Me Back
- 2013: Black Panties
- 2015: The Buffet